# Giving Becky a Chance
Giving Becky a Chance er en amerikansk stumfilm fra 1917 af Howard Estabrook.

## Medvirkende
- Vivian Martin som Becky Knight
- Jack Holt som Tom Fielding
- Jack Richardson som Ross Benson
- Pietro Sosso som Mr. Knight
- Alice Knowland som Mrs. Knight